# Hygromia tassyi
Hygromia tassyi is een slakkensoort uit de familie van de Hygromiidae. De wetenschappelijke naam van de soort is voor het eerst geldig gepubliceerd in 1884 door Bourguignat.